# Roi Mata
Roi Mata je bio moćni melanezijski poglavica iz 13. stoljeća, koji je vladao središnjim dijelom današnje otočne države Vanuatu, pokrajina Shefa. Njegova masovna grobnica u špilji otočića Artok (ili Eretoka, što znači „šešir”), te rezidencija i mjesto smrti Roija Mate na području otoka Efate, od Mangililuija i Mangaasa do otočića Lelepa, upisana su na UNESCO-ov popis mjesta svjetske baštine u Australiji i Oceaniji 2008. godine. Naime, ovaj krajolik predstavlja izvanrednu interakciju lokalnog stanovništva s krajolikom kroz 400 godina dugu tradiciju štovanja duhovne i moralne ostavštine društvene reforme Roija Mate.
Uz posmrtne ostatke Roija Mate na otočiću Eretoka nalaze se i tijela više od 25 članova njegove pratnje. Masovnu grobnicu je otkrio francuski arheolog Jose Garranger 1967. godine analizom lokalnog folklora. Prema legendi, kada je Roi Mata osvojio zemlju, oko 1600. god., njegov prvi cilj bio je ujediniti plemena tako što je protjerao poglavice na Pastirske otoke (Shepherd Islands). Njegova vladavina bila je poznata kao miroljubljiva, a neki navode kako je uveo i neku socijalnu revoluciju. Nažalost, Roija Matu otrovao je njegov brat. Tijelo Roija Mate nije pokopano u njegovoj domovini, na otoku, jer su se praznovjerno bojali njegova duha nakon smrti pa je pokopan na otočiću nadomak obale glavnog otoka. Pretpostavlja se kako su se poslije njegove smrti nastavili sukobi između poglavica, a sljedbenici Roija Mate su se raspršili po manjim plemenima, ili su se preselili. 
U vrijeme od 1840. do 1870. god., kada su na otoku niknule mnoge europske kolonije s misionarima, na otoku Lelepa su već živjeli potomci jednog manjeg poglavice. Od 1870-ih špilja Fele (ili Fels, otok Lelepa) je već postala turističkom atrakcijom (slika desno), a do 1898. god. većina se stanovništva pokrstilo. Uslijedile su epidemije koje su natjerale stanovništvo da živi u manjem broju većih naselja, pri čemu su Europljani zauzeli napuštena područja, koja su držala sve do osamostaljenja Vanuatua 1980. god. Od tada je 55% otoka iznajmljeno stranim ulagačima.

## Vanjske poveznice
- Cultural Landscape (engl.)
- Roymata - Ancient King of Vanuatu  Arhivirana inačica izvorne stranice od 5. ožujka 2016. (Wayback Machine), Vanuatu Tourism Office (engl.)

### Ostali projekti
|  | Zajednički poslužitelj ima još gradiva o temi Svjetska baština u Vanuatuu |